# Théorème de Cohen-Seidenberg
En mathématiques, en théorie des anneaux, le théorème de Cohen-Seidenberg est un outil important permettant de manipuler des idéaux ou des chaînes d'idéaux dans les extensions d'anneaux. Il s'agit en fait de deux résultats, appelés théorèmes de montée et de descente (souvent en anglais : going-up et going-down), dus aux mathématiciens américains Irvin Cohen et Abraham Seidenberg (en) qui les ont initialement établis en 1946 dans le cas commutatif, bien que leur application soit plus générale. En géométrie algébrique, ces résultats prennent une interprétation nouvelle et facilitent notamment l'étude de la topologie des schémas. C'est enfin un élément essentiel pour développer la théorie de la dimension algébrique.

## Contexte
On considère un anneau commutatif A et une extension d'anneau B ⊇ A. Le théorème porte sur les idéaux premiers de A et B. On considère quatre situations :
1. On dit que B ⊇ A est « au-dessus » si pour tout idéal premier {\displaystyle {\mathfrak {p}}} de A, il existe un idéal premier {\displaystyle {\mathfrak {q}}} de B tel que {\displaystyle {\mathfrak {q}}\cap A={\mathfrak {p}}}. On peut représenter cette situation de la manière suivante :{\displaystyle {\begin{aligned}&~{\mathfrak {q}}\in \operatorname {Spec} B\\&\downarrow \\&~{\mathfrak {p}}\in \operatorname {Spec} A\end{aligned}}}
2. On dit que B ⊇ A est « incomparable » si pour tous idéaux premiers {\displaystyle {\mathfrak {q}}\neq {\mathfrak {q}}'} de B, satisfaisant {\displaystyle {\mathfrak {q}}\cap A={\mathfrak {q}}'\cap A={\mathfrak {p}}} pour un certain idéal premier {\displaystyle {\mathfrak {p}}} de A, on a {\displaystyle {\mathfrak {q}}\nsubseteq {\mathfrak {q}}'} et {\displaystyle {\mathfrak {q}}\nsupseteq {\mathfrak {q}}'}. Schématiquement,{\displaystyle {\begin{aligned}&~~{\mathfrak {q}}\quad \|\quad {\mathfrak {q}}'\\&\quad \searrow \swarrow \\&\qquad {\mathfrak {p}}\end{aligned}}}
3. On dit que B ⊇ A possède la « propriété de montée » si, pour toutes chaînes croissantes d'idéaux {\displaystyle {\mathfrak {p}}_{i}} de A et {\displaystyle {\mathfrak {q}}_{i}} de B telles que {\displaystyle {\mathfrak {q}}_{i}\cap A={\mathfrak {p}}_{i}}, on peut compléter la chaîne d'idéaux de B pour qu'elle soit aussi longue que celle de A, tout en maintenant que {\displaystyle {\mathfrak {q}}_{i}\cap A={\mathfrak {p}}_{i}} dans la chaîne étendue. Schématiquement,{\displaystyle {\begin{aligned}&~{\mathfrak {q}}_{1}\subseteq {\mathfrak {q}}_{2}\subseteq \cdots \subseteq {\mathfrak {q}}_{m}\\&\downarrow \qquad \downarrow \qquad \,\,\qquad \downarrow \\&~{\mathfrak {p}}_{1}\subseteq {\mathfrak {p}}_{2}\subseteq \cdots \subseteq {\mathfrak {p}}_{m}\subseteq \cdots \subseteq {\mathfrak {p}}_{n}\end{aligned}}\qquad \Rightarrow \qquad {\begin{aligned}&~{\mathfrak {q}}_{1}\subseteq {\mathfrak {q}}_{2}\subseteq \cdots \subseteq {\mathfrak {q}}_{m}\subseteq \cdots \subseteq {\mathfrak {q}}_{n}\\&\downarrow \qquad \downarrow \qquad \,\,\qquad \downarrow \qquad \qquad \,\,\downarrow \\&~{\mathfrak {p}}_{1}\subseteq {\mathfrak {p}}_{2}\subseteq \cdots \subseteq {\mathfrak {p}}_{m}\subseteq \cdots \subseteq {\mathfrak {p}}_{n}\end{aligned}}}
4. On dit que B ⊇ A possède la « propriété de descente » si, pour toutes chaînes décroissantes d'idéaux, on peut également compléter une chaîne d'idéaux de B pour qu'elle ait la même longueur que celle de A et qu'elle satisfasse {\displaystyle {\mathfrak {q}}_{i}\cap A={\mathfrak {p}}_{i}}. Schématiquement,{\displaystyle {\begin{aligned}&~{\mathfrak {q}}_{1}\supseteq {\mathfrak {q}}_{2}\supseteq \cdots \supseteq {\mathfrak {q}}_{m}\\&\downarrow \qquad \downarrow \qquad \,\,\qquad \downarrow \\&~{\mathfrak {p}}_{1}\supseteq {\mathfrak {p}}_{2}\supseteq \cdots \supseteq {\mathfrak {p}}_{m}\supseteq \cdots \supseteq {\mathfrak {p}}_{n}\end{aligned}}\qquad \Rightarrow \qquad {\begin{aligned}&~{\mathfrak {q}}_{1}\supseteq {\mathfrak {q}}_{2}\supseteq \cdots \supseteq {\mathfrak {q}}_{m}\supseteq \cdots \supseteq {\mathfrak {q}}_{n}\\&\downarrow \qquad \downarrow \qquad \,\,\qquad \downarrow \qquad \qquad \,\,\downarrow \\&~{\mathfrak {p}}_{1}\supseteq {\mathfrak {p}}_{2}\supseteq \cdots \supseteq {\mathfrak {p}}_{m}\supseteq \cdots \supseteq {\mathfrak {p}}_{n}\end{aligned}}}

La propriété de montée implique notamment la propriété d'être au-dessus. Ces propriétés peuvent également être définies dans le cas non commutatif, mais il faut alors distinguer les idéaux à gauche des idéaux à droite.

## Théorèmes de montée et de descente
Le théorème de Cohen-Seidenberg montre alors les faits suivants :
- (Montée) Si B est une extension entière de A, alors B satisfait les propriétés de montée (donc aussi d'être au-dessus) et d'incomparabilité[1].
- (Descente) Si B est une extension plate de A, alors B possède toutes les propriétés mentionnées : descente, montée (et au-dessus), incomparabilité[6].

Dans le cas d'une extension entière, on a aussi la propriété de descente (en plus de la montée et de l'incomparabilité) si de plus B ne possède pas de diviseur de zéro et A est intégralement clos.
En termes schématiques, dire que B est une extension entière de A revient à dire que {\displaystyle \operatorname {Spec} (B)\to \operatorname {Spec} (A)} est fermée, de sorte que le théorème de montée revient à dire que l'application {\displaystyle \operatorname {Spec} (B/{\mathfrak {q}})\to \operatorname {Spec} (A/{\mathfrak {p}})} est surjective. De même, si B ⊇ A a la propriété de descente et est de type fini, {\displaystyle \operatorname {Spec} (B)\to \operatorname {Spec} (A)} est ouverte. Ainsi ce théorème possède également une interprétation géométrique.

## Conséquences sur la dimension
Du théorème de Cohen-Seidenberg on tire beaucoup de conséquences utiles sur les extensions entières, en particulier sur leur dimension. Si B est une extension entière de A, on a notamment les corollaires suivants :
- dim B = dim A (c'est pour montrer ce résultat que Cohen et Seidenberg ont prouvé le théorème) ;
- si un élément de A possède un inverse dans B, alors cet inverse appartient à A (donc si B est un corps, alors A est un corps).

Une autre conséquence classique de ce théorème est que la dimension de {\displaystyle k[x_{1},\dotsc ,x_{n}]} est n. 
Enfin, le théorème de descente permet, lorsqu'il s'applique, de montrer que pour tout idéal {\displaystyle {\mathfrak {q}}} de B, la restriction préserve la hauteur : {\displaystyle \operatorname {ht} ({\mathfrak {q}})=\operatorname {ht} ({\mathfrak {q}}\cap A)}.